# Aeroporto de Fez-Saïss
Aeroporto de Fez-Saïss (IATA: FEZ; ICAO: GMFF; em árabe مطار فاس سايس الدولي) serve a cidade de Fez, capital da região de Fez-Boulemane. Está localizado a 15 km ao sul da cidade, e recebeu 790.785 passageiros em 2013.

## Terminais
O aeroporto conta, atualmente, com um terminal de passageiros, com uma área total de cerca de 5 600 m² e capacidade de receber 500.000 passageiros por ano.
Um segundo terminal de aproximadamente 17 000 m² está para ser construído, o que permitirá aumentar a capacidade anual de passageiros para 3 milhões por ano. Sua conclusão está anunciada para setembro de 2014.

## Movimentação
| 2003              | 2004              | 2005              | 2006             | 2007              | 2008              | 2009              | 2010              | 2011             | 2012              | 2013              |
| ----------------- | ----------------- | ----------------- | ---------------- | ----------------- | ----------------- | ----------------- | ----------------- | ---------------- | ----------------- | ----------------- |
| 128 778 · 13,92 % | 189 027 · 46,79 % | 222 522 · 17,72 % | 228 399 · 2,64 % | 333 929 · 46,20 % | 409 260 · 30,06 % | 530 432 · 28,81 % | 743 018 · 40,08 % | 792 611 · 7,43 % | 654 691 · 17,40 % | 790 785 · 20,79 % |